# Поезія 1847–1850 років (Оренбурзька або Мала книжка)

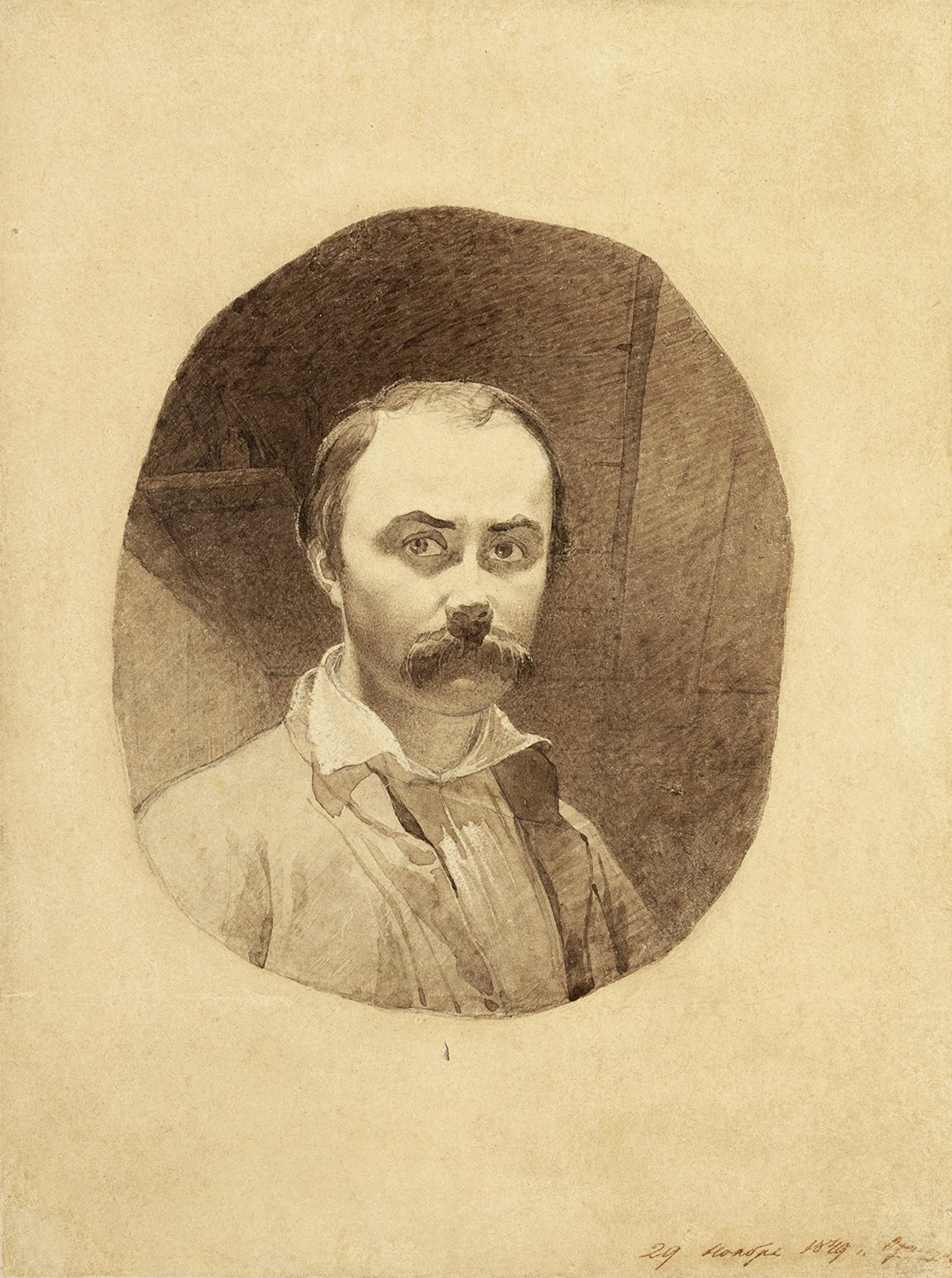
Тарас Шевченко. Автопортрет (1849)

Поезія 1847—1850 років — чотири рукописні книги поезій Тараса Шевченка, створені ним на засланні.  Чотири книги (в одній оправі), за літературною традицією, мають кілька умовних назв: «Мала книжка» (МК); або «Захалявна книжка». Назва за місцем створення — «Оренбурзька книжка». Та ж «традиція» популяризує такі автобіографічні визначення, як «невольнича поезія» або «муза», зроблені поетом 24 лютого й 6 березня 1858 року у «Щоденнику».

## Передумови
Створення «Малої книжки поезій» Тараса Шевченка — стало унікальним випадком у світовій літературі, на середину XIX століття не існувало поетичних книг, написаних наперекір прямій забороні писати від самодержавного правителя-імператора (Микола I). За 44 дні до залишення місця свого заслання на Мангишлаку, 19 червня 1857 року, Шевченко занотував у «Щоденнику»:
| Ліві лапки | …Якби я був недолюдок, кровопивець, то й тоді для мене влучнішої кари не можна було б придумати, як заславши мене до Окремого Оренбурзького Корпусу салдатом. Ось де причина моїх невимовних страждань. І до всього цього мені ще заборонено малювати. Відібрати найблагороднішу частину мого бідного існування! Трибунал під головуванням самого Сатани не міг би проголосити такого холодного нелюдського присуду. А бездушні виконавці присуду виконали його з обурливою точністю. | Праві лапки |

| Ліві лапки | Авґуст-поганин, заславши Назона до диких Ґетів, не заборонив йому писати й малювати. А християнин М[икола І] заборонив мені й те, і друге. Обидва кати. Але один із них — кат-християнин і християнин девятнадцятого віку, що на його очах виросла найбільша держава в світі, виросла на основах Христового заповіту. | Праві лапки |

| Ліві лапки | …Не знаю напевне, чому я завдячую, що мене за десять літ не піднесли навіть до ранґи унтер-офіцера, — чи впертій антипатії, яку я маю до цього упривілейованого стану, чи своїй безтурботній хахлацькій упертості? Здається, одному й другому. В незабутній день [30 травня 1847 р.] оголошення мені конфірмації я сказав собі, що з мене не зроблять салдата! Так і не зробили. Я не те що глибоко, навіть і поверхово не вивчився ані одної вправи з рушницею. І це підносить мою амбіцію. Дітвацтво й більш нічого. | Праві лапки |

Шевченком Овідій Назон вважався «найдосконалішим творінням всемогутнього Творця всесвіту». За словами письменника-перекладача Андрій Содомора, у Шевченка були «найвиразніші сліди ремінісценцій з Овідія», зокрема, вірш «Думи мої…» деталями перегукувався з початковою елегією «Скорбот». Але образ світу, відтворений Шевченком на засланні, як відзначають дослідники, суттєво відізняється від Овідієвого — поет продовжував носити в собі, «неначе цвяшок, в серце вбитий...», образ України. В поезії Шевченка відсутні Овідієві визначення «киргизів убогих» як диких варварів та каяття перед імператором-«катом»:
| Ліві лапки | О думи мої! О славо злая! За тебе марно я в чужому краю Караюсь, мучуся... але не каюсь!.. Люблю, як щиру, вірну дружину, Як безталанную свою Вкраїну! | Праві лапки |

## Історія
Шевченко називав поетичні збірки 1847–1850 років «книжечками»:
| Ліві лапки | І четвертий рік минає Тихенько, поволі, І четверту начинаю Книжечку в неволі Мережати, — змережаю Кров'ю та сльозами Моє горе на чужині… | Праві лапки |

### «Книжечка» за 1847 рік

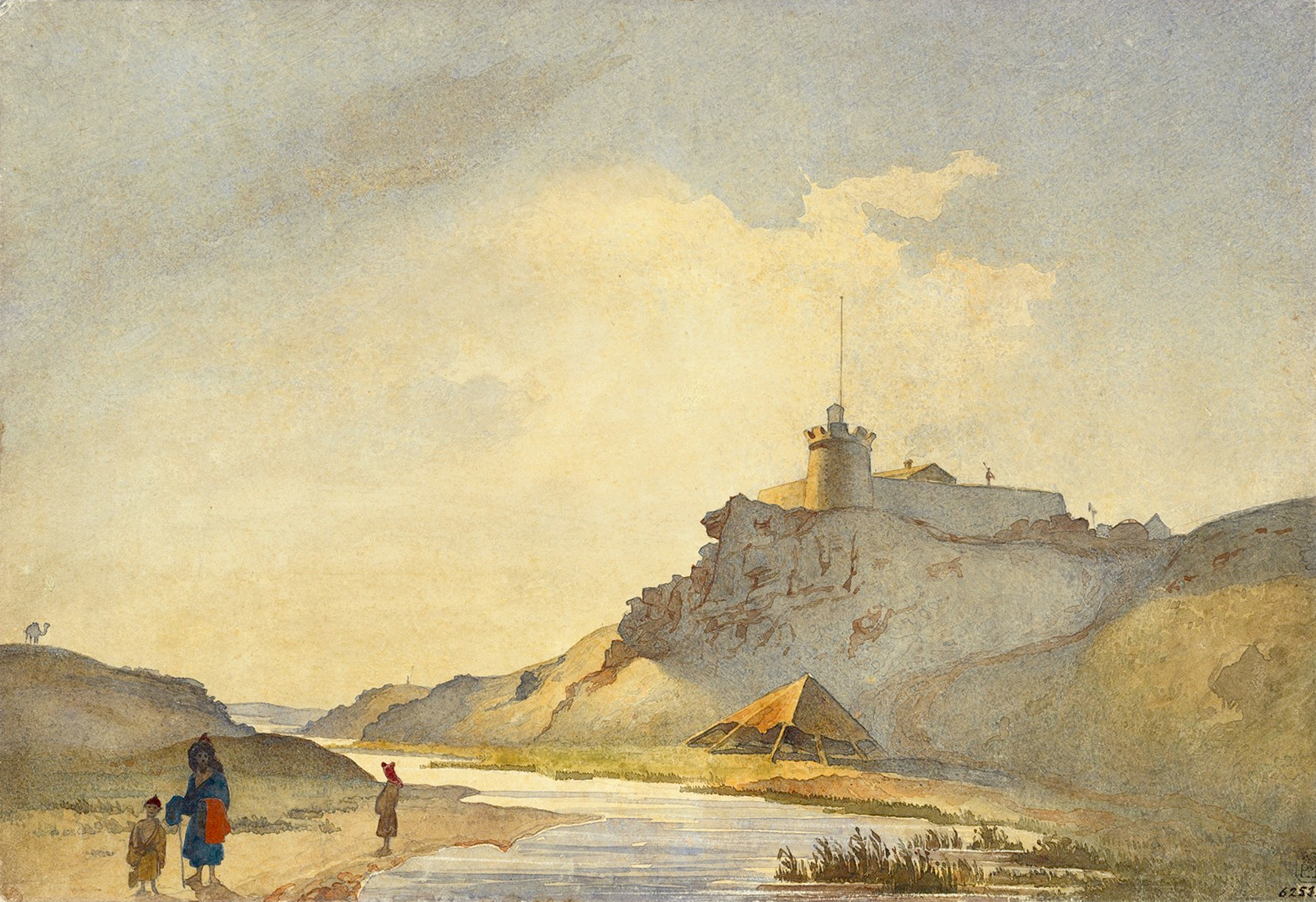
Тарас Шевченко. «Форт Карабутак» (1848—1849). Форт згадується у поезії «У Бога за дверми лежала сокира…»

Три поезії, що увійшли до «книжечки», було написано до київського арешту Шевченка 5 квітня 1847 року: «Лілея» — 25 липня 1846 року, «Русалка» — 9 серпня 1846 року, «Осика» («Відьма») — 7 березня 1847 року. У березні 1847 року поет збирався видати нову збірку творів, умовно назвавши її «Другий Кобзар», причиною цього було те, що літературні права на перший «Кобзар» 1840 року були придбані видавцем Іваном Лисенковим 1843 року. Повний перелік поезій що могли увійти до «Другого кобзаря», виданню якого завадив арешт — невідомо.
Задуману «книжечку» Шевченко продовжив писати в Петербурзі, у жандармському казематі III відділу, де його тримали у справі Кирило-Мефодіївського товариства 44 дні — від 17 квітня до 30 травня 1847 року. У казематі Шевченко створив 13 поетичних шедеврів. Пізніше, вже на засланні, він об'єднав їх у цикл («В казематі») й додатково написав 14-й вірш-посвяту «Згадайте, братія моя…». Зберігся окремий автограф циклу, створений в Орську без поетичної посвяти.
Через 8 діб, у ніч з 8 на 9 червня, фельдєґер «доставив» Шевченка з Петербурга до Оренбурга, подолавши відстань майже 2700 км. Увечері 22 червня поета привезли з Оренбурга до Орської фортеці. Всупереч імператорській забороні писати й малювати, весь вільний час від солдатської муштри, Шевченко присвячує творчості. «Княжна» — перша поема, написана поетом на засланні, за його словами: «над Уралом, на чужині, в неволі» (окремий автограф). До кінця 1847 року Шевченко створив ще 16 віршів і поем. Однак вони не були надруковані за його життя. В останньому вірші «книжечки» 1847 року Шевченко писав: 
| Ліві лапки | То так і я тепер пишу, Папір тілько, чорнило трачу… [...] безнадійно-гірке передчуття… | Праві лапки |

До «книжечки» увійшла поезія «Думи мої, думи мої, Ви мої єдині…» була написана під час зимівлі Аральської експедиції 1848—1849 років на острові Косарал, про що свідчать чорнові автографи двох уривків у альбомі малюнків і записів народної творчості (арк. 37, 47).
31 жовтня 1849 року Шевченко разом з іншими учасниками Аральської експедиції прибув до Оренбурга для остаточних робіт по опису Аральського моря, про що він писав словами: «живий, здоровий і коли не дуже щасливий, то принамені веселий». До кінця 1849 року Шевченко об'єднав 34 поезії у збірку «1847» без назви. Поезії були записані автором без дотримання хронології. Тоді ж, під час заслання, було впорядковано «книжечки» за 1848 і 1849 роки й розпочато четверту —  за 1850 рік.
У «книжечці» вказано 30 травня 1857 року — дата оголошення вироку (конфірмації) Олександра II, щодо звільнення Шевченка з військової служби. Назва циклу — «В казематі» й загальна посвята — «Моїм соузникам» (Кирило-Мефодіївцям) з'явилися 18 березня 1858 року у Москві («Більша книжка»). 7-й вірш циклу, присвячений Миколі Костомарову. Повертаючись з заслання, 31 серпня 1857 року, у Саратові Шевченко відвідав матір Костомарова — Т. П. Костомарову (запис у щоденнику поета), Шевченко на окремому аркуші записав цей вірш з деякими відмінами від «Малої книжки» і подарував його Костомаровій. У цьому автографі дата 19 травня 1847 вказує на день побачення Т. П. Костомарової з М. І. Костомаровим, ув'язненим у казематі III відділу. Відомий також окремий найраніший автограф вірша «Рано-вранці новобранці…», включеного до книги.

### «Книжечка» за 1848 рік

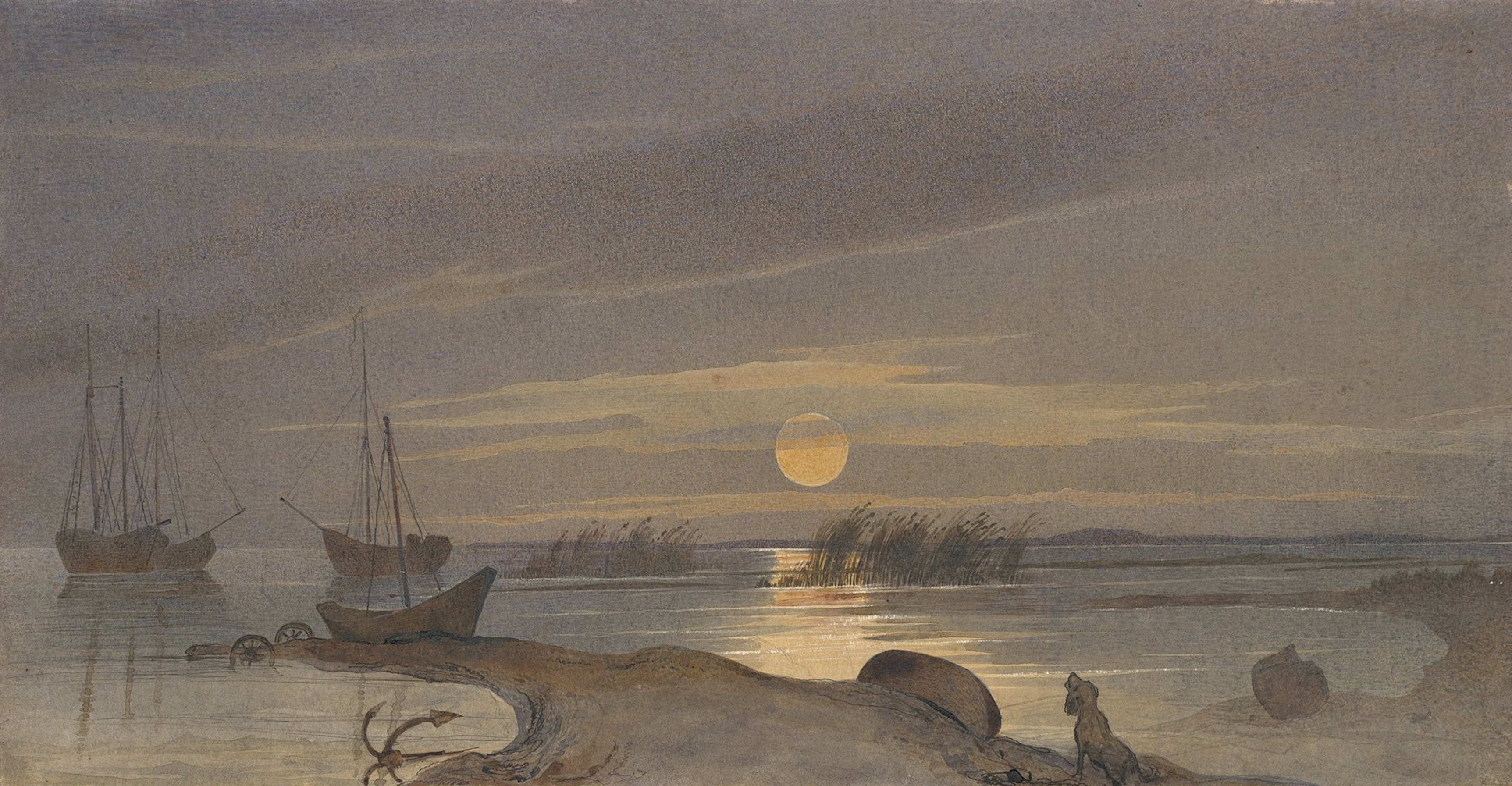
Тарас Шевченко. «Місячна ніч на Косаралі» (1848). Косарал згадується у багатьох поезіях 1848—1849 років, зокрема у «І небо невмите, і заспані хвилі.., Готово, парус розпустили…» тощо

У листопаді-грудні 1849 року в Оренбурзі (після закінчення Аральської експедиції) з чорнових автографів до окремої «книжечки» було переписано 60 поезій 1848 року. Вірші «Ой гляну я, подивлюся...», «Та не дай, Господи, нікому...» і поему «Варнак», ймовірно, було створено до ще початку експедиції (11 травня 1848 року), про що поет писав у словах: «меж талами, над тим Уралом». Решта поезій створено у жовтні-грудні на острові Косарал 1848 року під час зимівлі. «Книжечка» має велику кількість віршів на Косаральську тематику: «Ой гляну я, подивлюся...», «Та не дай, Господи, нікому...», «Добро, у кого є господа...», «Ну що б, здавалося, слова...», «Мов за подушне, оступили...», «Немає гірше, як в неволі...», «І небо невмите, і заспані хвилі...», «І знов мені не привезла...», «В неволі, в самоті немає…».
Літературознавцями найбільш значними творами вважаються: «У Бога за дверми лежала сокира...», «Дев'ята сестро Аполона…» («Царі»), поеми «Титарівна» і «Неначе цвяшок в серце битий…» («Марина»), «Швачка», «У тієї Катерини…», «Ой чого ти почорніло...», «У неділеньку у святую...», «У Вільні, городі преславнім...», «Заступила чорна хмара...», «А нумо знову віршувать…». Збереглися чорнові автографи поем в альбомі експедиційних малюнків і записів народної творчості поета, це: «Титарівна» (арк. 32) і «Неначе цвяшок в серце битий…» («Марина») (арк. 36).

### «Книжечка» за 1849 рік
Усі 19 поезій «книжечки» з датою «1849» створені Шевченком під час перебування Аральської експедиції на Косаралі й Раїмі (там поет перебував від кінця січня 1849 року й до початку морської кампанії 6 травня; кампанія того року скінчилася 22 вересня). Зустрічаючи на Косаралі новий 1849 рік, Шевченко описав у листі до Варвари Рєпніної цей період словами: 
| Ліві лапки | Літо минало у морі, зима в степу, в заметеній снігом джеломійці наче курінь… не описую вам цієї неісходимої пустелі… жодного помислу натхненного — проза й проза або, краще сказати, степ і степ! | Праві лапки |

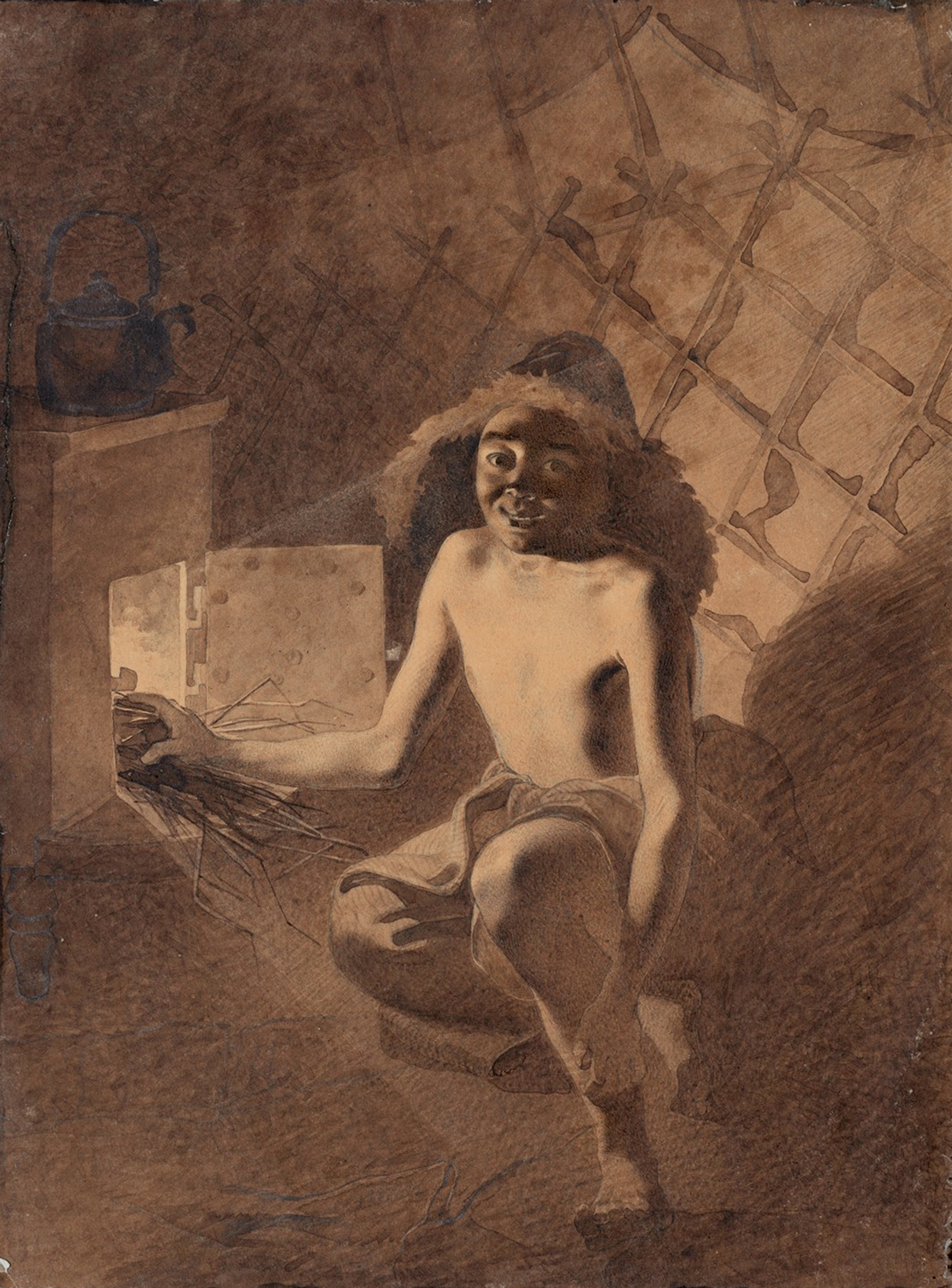
Тарас Шевченко. Зимівля на Косаралі. «Хлопчик розпалює грубку». (1848)

У «книжечку» поезії було об'єднано в Оренбурзі після закінчення експедиції — у листопаді-грудні. В альбомі присутні експедиційні малюнки і записи народної творчості: є чорнові автографи поеми «У Оглаві…» («Сотник») (арк. 1), віршів «Ми вкупі гралися, росли…» (арк. 5), «Готово, парус роспустили…» (арк. 9), «За сонцем хмаронька іде…» (арк. 33), «Ми восени таки похожі…» (арк. 33). В Оренбурзі у листопаді 1849 року (попередній запис рукою поета має дату 17 листопада) Шевченко переписав вірш «Не додому вночі йдучи…» до альбому Федора Лазаревського і проставив дату написання твору: «1848 – грудня 24. Косарал.»
Цього часу Шевченко написав таку поезію, пов'язаний із забороною й вилученням з продажу першого «Кобзаря», яка потрапила до «книжечки»: 
| Ліві лапки | Либонь, уже десяте літо, Як людям дав я «Кобзаря»… Неначе й не було мене. | Праві лапки |

Й поезію про твори, що мали увійти до «Другого Кобзаря»:
| Ліві лапки | А я й байдуже. Книжечки Мережаю та начиняю Таки віршами. Розважаю Дурную голову свою, Та кайдани собі кую (Як ці добродії дознають)… | Праві лапки |

### «Книжечка» за 1850 рік
З початку 1850 року й до другого арешту та ув'язнення на гауптвахті, через донос прапорщика М. Ісаєва, 23 квітня — Шевченко встиг написати 13 поезій. Про цей період поет писав словами: 
| Ліві лапки | …Серце холоне, Як подумаю, що, може, Мене похоронять На чужині, — і ці думи Зо мною сховають!.. | Праві лапки |

Попереджений друзями про обшук, 22 квітня Шевченко був змушений спалити поетичні начерки, більшість листів, малюнки, картини, які б могли свідчити про порушення імператорської заборони писати й малювати. Оренбурзьку книгу поезій 1847—1850 років поету вдалося сховати у штабскапітана Карла Герна. На 20-й день, 12 травня, Шевченка звільнили з арешту й знову відправили до Орської фортеці (5-й батальйон), де він відбував звичайні солдатські будні з муштрою.
23 травня командир Окремого оренбурзького корпусу В. О. Обручов відправив рапорт військовому міністрові про обшук і арешт Шевченка. 7 червня про подію доповіли імператорові Миколі І, який наказав негайно вчинити над рядовим Шевченком найсуворіший арешт до закінчення справи. 25 червня наказ потрапив до Оренбурга, 30 червня — до Орська. Шевченка арештували вдруге. 4 липня його привели до присяги у Спасопреображенській церкві Орської фортеці. 5 липня слідчий доповів командирові Окремого оренбурзького корпусу про закінчення слідства, який 21 липня надіслав докладний рапорт військовому міністрові про результати справи. 2 вересня Обручов віддав наказ звільнити Шевченка з арешту з переведенням його з 5-го до однієї з рот 1-го батальйону, що перебувала у Новопетровському укріпленні, куди поет був терміново відправлений до закінчення каспійської навігації. Трете ув'язнення Шевченка (гауптвахта в Орську), за «носіння іноді цивільного (партикулярного) вбрання…», тривало з 30 червня до 2 вересня (щонайменше) — 65 днів.
Ще 22 січня командир Окремого оренбурзького корпусу В. О. Обручов підписав розпорядження про відправку Шевченка на півострів Мангишлак (з початком навігації на Каспійському морі), про що поет писав у листах до Варвари Рєпніної й Андрія Лизогуба від 7 та 14 березня: 
| Ліві лапки | Мене поженуть 1-го травня у степ, на східний берег Каспійського моря в Новопетровське укріплення, отже знову перевуть будь-яке спілкування з людьми… | Праві лапки |

Після чотирьохдобового плавання (14-18 жовтня) на поштовому човні по Каспійському морю (170 миль) за штормової погоди, рядового Шевченка, як одного із політичних злочинців, доставили до Новопетровського укріплення. За сім чорних років заслання на Мангишлаку він не написав жодного поетичного твору. У листі від 22 квітня 1857 року до Якова Кухаренка поет писав:
| Ліві лапки | Десять літ неволі, друже мій єдиний, знівечили, убили мою і віру і надію, а вона була колись чиста, непорочна, як те дитятко, взятеє од купелі, чистая і кріпкая, як той самоцвіт, камень ошліфований! Але чого не зробить риторда химська?.. | Праві лапки |

### Творчо-редакційна правка
На Великдень, 7 квітня 1857 року, Шевченко одержав лист від Михайла Лазаревського зі звісткою щодо можливого звільнення, а також листи від Якова Кухаренка й Андрія Маркевича. Існує версія, що «книжечка з українськими віршами» була повернута Карлом Герном Шевченку саме на Великдень. Про це можуть свідчити слова поета, що після свят, «вставши раненько, помолився Богу, закачав рукава та й заходився коло оції „Москалевої криниці“». 5 червня Шевченко надіслав Кухаренкові відредаговану «Москалеву кринцю» й, за його виразом, «Бог зна колишні» вірші «Чернець» і «Садок вишневий коло хати...».
Творчу правку поезій 1847—1850 років Шевченко розпочав ще в Новопетровському укріпленні. Поет дописував слова, спершу позначені скорочено або крапками; низку творів закреслив: «І станом гнучим, і красою...», «Чи то недоля та неволя...», «Хіба самому написать...», «На ниву в жито уночі...», «Ну що б, здавалося, слова...», «У Вільні, городі преславнім...», деяким проставив заголовки: «Швачка», «Чума», «А. О. Козачковському» і присвяти: «Москалева криниця» — Я. Кухаренкові, «Чернець» — Пантелеймону Кулішу тощо. Творчу роботу над текстом Шевченко продовжив, повертаючись із заслання, у Нижньому Новгороді, Москві та Петербурзі.

### Після звільнення
Через передчасне звільнення Іраклієм Усковим Шевченка від солдатської служби, 2 серпня 1857 року поета було оголошено в розшук — командир Окремого оренбурзького корпусу Василь Перовський наказав його «звільненого» доставити до Оренбурга. Поет довідався про це 20 вересня у Нижньому Новгороді, він писав: 
| Ліві лапки | Папір повідомляє про те, що мені забороняється в'їзд до обох столиць і що я — під секретним доглядом поліції. Гарна свобода! Собака на припоні! Це значить, нема за що дякувати, В[аша] В[еличність]! | Праві лапки |

Між 24 лютого (Нижній Новгород) — 18 березня (Москва), Шевченко, зробивши чимало виправлень, переписав більшість творів з Оренбурзької «книжечки» 1847 року до нового рукопису, призначеного для друку («Більша книжка»). Тоді він дав рукопису назву «Поезія 1847 р.». Нову редакцію поезії «Криниця» поет вважав твором 1857 року й до «Поезії 1847 року» її не переписав. Спочатку «книжечка» 1847 року закінчувалась поезією «То так і я тепер пишу…», то остаточній редакції її завершує цикл «В казематі. Моїм соузникам посвящаю» (шмуцтитул). Шмуцтитулами відзначені також дві найбільші поеми року — «Княжна» й «Відьма».
Більшість творів «книжечок» 1848 (36 поезій), 1849 (13 поезій) і 1850 (3 поезії) років пізніше було переписано до відповідних розділів «Більшої книжки», також зі значними виправленнями. Розділи залишились без назви. Нову версію «Москалевої криниці» (1857), написану у Новопетровському укріпленні, та елегію «В неволі, в самоті немає…» (1848), написану на Косаралі, Шевченко переписав до нового розділу «Більшої книжки» 1857 року. У елегії поет підводив трагічні підсумки свого 10-річного заслання:
| Ліві лапки | …І мов у полі сніг заносить Неохолонувший ще труп. | Праві лапки |

### Оправа «книжечок»
Карл Герн, у якого зберігалась Оренбурзька книжка, у своїх спогадах пригадував, що все, що у нього зберігалося, — ескізи, папери й «книжечка з українськими віршами» Шевченка, — він потім повернув поету.  З цього повідомлення не можна встановити ні дати, коли «книжечки» було оправлено, ні особи, яка це зробила. Припускають, що докупи чотири «книжечки» звів і оправив Герн. За спогадами Івана Тургєнєва, він 1859 року бачив у Шевченка «малесеньку книжечку, оправлену в звичайну юхту».   Після смерті поета «книжечка» деякий час зберігалася в Михайла Лазаревського, який дав переплести її в нову шеврову оправу, позолотити обріз й на корінці вибив свої ініціали: «М. Л.».

## Зміст
- Умовні позначення:
  - № – Шевченкова нумерація поезій.
  - БК – 79 поезій, переписаних 1858 р. до «Більшої Книжки».
  - ВД – порядок зошитів за В. Доманицьким.
  - Дод. арк. — додатковий аркуш.

| Назва                               | Сторінка               | №                      | Зошит                  | ВД                     | Примітка                  | БК |
| ----------------------------------- | ---------------------- | ---------------------- | ---------------------- | ---------------------- | ------------------------- | -- |
| 1847                                | —                      | —                      | 1                      | 1                      | —                         | 1  |
| Думи мої... Ви моє єдині...         | 1                      | —                      | 1                      | 1                      | —                         | 1  |
| Княжна                              | 3                      | —                      | 1                      | 1                      | —                         | 2  |
| Згадайте, братія моя… N.N.          | 25                     | 2                      | 2                      | 2                      | —                         | 14 |
| Ой одна я, одна…                    | 27                     | 1                      | 2                      | 2                      | —                         | 15 |
| За байраком байрак…                 | 28                     | 2                      | 2                      | 2                      | —                         | 16 |
| Мені однаково, чи буду…             | 29                     | 3                      | 2                      | 2                      | —                         | 17 |
| Не кидай матері, казали…            | 30                     | 4                      | 2                      | 2                      | —                         | 18 |
| Чого ти ходиш на могилу?…           | 32                     | 5                      | 3                      | 3                      | —                         | 19 |
| Ой три шляхи широкії…               | 36                     | 6                      | 3                      | 3                      | —                         | 20 |
| Веселе сонечко ховалось… К…         | 37                     | 7                      | 3                      | 3                      | Н. Костомарову            | 21 |
| Садок вишневий коло хати…           | 39                     | 8                      | 3                      | 3                      | —                         | 22 |
| Не спалося, а ніч, як море…         | 40                     | 9                      | 3                      | 3                      | «1847», 42-43 чисті стор. | —  |
| Рано-вранці новобранці…             | 45                     | 10                     | 3                      | 3                      | —                         | 23 |
| В неволі тяжко, хоча й волі…        | 47                     | 11                     | 4                      | 4                      | —                         | 24 |
| Чи ми ще зійдемося знову?..         | 48                     | 12                     | 4                      | 4                      | —                         | 26 |
| Косар                               | 49                     | 13                     | 4                      | 4                      | 13 мая 1847. в казематі   | 25 |
| Сонце заходить, гори чорніють… N.N. | 51                     | 3                      | 4                      | 4                      | —                         | —  |
| —                                   | 52                     | —                      | 4                      | 4                      | чиста стор.               | —  |
| Відьма                              | 53                     | 4                      | 4                      | 4                      | «Другий Кобзар»           | 3  |
| Лілея                               | 83                     | 5                      | 6                      | 6                      | —                         | 4  |
| Русалка                             | 88                     | 6                      | 6                      | 6                      | —                         | 5  |
| Мені тринадцятий минало… N.N.       | 91                     | 7                      | 6                      | 6                      | —                         | —  |
| Не гріє сонце на чужині…            | 94                     | 8                      | 6                      | 6                      | —                         | —  |
| Гори мої високії…                   | 95                     | —                      | 7                      | 7                      | Сон (Уривок)              | —  |
| —                                   | 52                     | —                      | 7                      | 7                      | чиста стор.               | —  |
| Гори мої високії…                   | 97                     | 9                      | 7                      | 7                      | Сон                       | —  |
| Іржавець                            | 104                    | 10                     | 7                      | 7                      | —                         | 7  |
| О думи мої! О славо злая!.. N.N.    | 108                    | 11                     | 7                      | 7                      | —                         | —  |
| Ще як були ми козаками…             | 109                    | —                      | 7                      | 7                      | Полякам                   | 8  |
| Чернець. П. Кулішу                  | 111                    | 12                     | 8                      | 8                      | —                         | 9  |
| Один у другого питаєм…              | 118                    | 13                     | 8                      | 8                      | —                         | 10 |
| Самому чудно. А де ж дітись?..      | 119                    | 14                     | 8                      | 8                      | —                         | 11 |
| Ой стрічечка до стрічечки…          | 120                    | 15                     | 8                      | 8                      | —                         | 12 |
| Була собі Катерина…                 | 121                    | 16                     | 8                      | 8                      | Хустина                   | 6  |
| —                                   | 126                    | —                      | 8                      | 8                      | чиста стор.               | —  |
| А. О. Козачковському                | 127                    | 18                     | 9                      | 9                      | —                         | 13 |
| Москалева криниця                   | 133                    | 19                     | 9                      | 9                      | 1-ша редакція             | 79 |
| То так і я тепер пишу…              | 145                    | —                      | 10                     | 10                     | —                         | —  |
| —                                   | 158                    | —                      | 10                     | 10                     | 146-158 чисті стор.       | —  |
| 1848                                | 159                    | —                      | 11                     | 11                     | —                         | 27 |
| А нумо знову віршовать…             | 160                    | 1                      | 11                     | 11                     | початок на с. 161         | 27 |
| А нумо знову віршовать…             | 161                    | 1                      | 11                     | 11                     | —                         | 27 |
| У Бога за дверми лежала сокира…     | 162                    | 2                      | 11                     | 11                     | «1848»                    | —  |
| Тиняючи на чужині…                  | 165                    | 3                      | 11                     | 11                     | Варнак                    | 28 |
| Ой гляну я, подивлюся…              | 173                    | 4                      | 11                     | 11                     | —                         | 29 |
| Та не дай, Господи, нікому…         | 174                    | 5                      | 11                     | 11                     | —                         | 30 |
| Дев'ята сестро Аполона…             | 182                    | 6                      | 12                     | 12                     | Царі                      | 31 |
| Давид — святий Пророк і цар…        | 182                    | 7                      | 12                     | 12                     | Царі                      | 31 |
| І поживе Давид на світі…            | 184                    | 8                      | 12                     | 12                     | Царі                      | 31 |
| По двору тихо походжає…             | 186                    | 9                      | 12                     | 12                     | Царі                      | 31 |
| Добро, у кого є господа…            | 188                    | 10                     | 12                     | 12                     | —                         | —  |
| Бодай кати їх постинали…            | 189                    | 11                     | 12                     | 12                     | Царі                      | 31 |
| Не знаю, як тепер ляхи живуть…      | 191                    | —                      | 13                     | 27                     | початок див. 1850 № 7     | —  |
| І станом гнучим і красою…           | 195                    | 8                      | 13                     | 27                     | —                         | 35 |
| Огні горять, музика грає…           | 199                    | 9                      | 13                     | 27                     | —                         | 34 |
| Чи то недоля та неволя…             | 200                    | 10                     | 13                     | 27                     | —                         | —  |
| На батька бісового я трачу…         | 202                    | 11                     | 13                     | 27                     | —                         | 32 |
| І досі сниться: під горою…          | 203                    | 12                     | 13                     | 27                     | —                         | 33 |
| —                                   | 206                    | —                      | 13                     | 27                     | 205-206 чисті стор.       | —  |
| Буває, іноді старий…                | 207                    | 13                     | 14                     | 24                     | —                         | —  |
| Хіба самому написать…               | 208                    | 14                     | 14                     | 24                     | —                         | —  |
| Мені, щоб знали ви, не жаль…        | 211                    | 15                     | 14                     | 24                     | І золотої й дорогої...    | 36 |
| Ми вкупі гралися, росли…            | 212                    | 16                     | 14                     | 24                     | —                         | 37 |
| Готово! Парус розпустили…           | 215                    | 17                     | 14                     | 24                     | —                         | —  |
| Ми восени таки похожі…              | 216                    | 18                     | 14                     | 24                     | —                         | 38 |
| —                                   | 222                    | —                      | 14                     | 24                     | 219-222 чисті стор.       | —  |
| 1849                                | 223                    | —                      | 15                     | 21                     | —                         | 39 |
| Неначе степом чумаки…               | 225                    | —                      | 15                     | 21                     | —                         | 39 |
| У Оглаві…                           | 226                    | 1                      | 15                     | 21                     | (Сотник) «1849»           | —  |
| За сонцем хмаронька іде…            | 246                    | 2                      | 16                     | 22                     | —                         | 40 |
| Не додому вночі йдучи… N.N.         | 247                    | 3                      | 16                     | 22                     | —                         | 41 |
| Як маю я журитися…                  | 249                    | 4                      | 16                     | 22                     | —                         | 42 |
| Нащо мені женитися?..               | 250                    | 5                      | 16                     | 22                     | —                         | 43 |
| Ой крикнули сірії гуси…             | 252                    | 6                      | 16                     | 22                     | —                         | 44 |
| —                                   | 254                    | —                      | 16                     | 22                     | чиста стор.               | —  |
| Якби тобі довелося…                 | 255                    | 7                      | 17                     | 23                     | —                         | 45 |
| Заросли шляхи тернами…              | 260                    | 8                      | 17                     | 23                     | —                         | —  |
| Зацвіла в долині…                   | 262                    | 9                      | 17                     | 23                     | —                         | 46 |
| У нашім раї на землі…               | 264                    | 10                     | 17                     | 23                     | —                         | 47 |
| У Великдень на соломі…              | 269                    | 11                     | 17                     | 23                     | —                         | 48 |
| Було, роблю що, чи гуляю…           | 270                    | 12                     | 17                     | 23                     | —                         | —  |
| Мов за подушне, оступили…           | 271                    | 14                     | 18                     | 14                     | —                         | 49 |
| Не жаль на злого, кругом його… П.С. | 272                    | 15                     | 18                     | 14                     | —                         | 50 |
| Немає гірше, як в неволі… Г.З.      | 274                    | 16                     | 18                     | 14                     | —                         | 51 |
| Якби зострілися ми знову…           | 277                    | 17                     | 18                     | 14                     | —                         | 52 |
| Неначе цвяшок в серце вбитий…       | 278                    | 18                     | 18                     | 14                     | (Марина)                  | —  |
| Неначе праведних дітей…             | 293                    | 19                     | 19                     | 15                     | Пророк                    | 53 |
| На ниву в жито уночі                | 295                    | 20                     | 19                     | 15                     | (Сичі)                    | —  |
| Меж скалами, неначе злодій…         | 297                    | 21                     | 19                     | 15                     | —                         | —  |
| І небо невмите, і заспані хвилі…    | 305                    | 22                     | 20                     | 16                     | —                         | 54 |
| І виріс я на чужині…                | 306                    | 23                     | 20                     | 16                     | —                         | —  |
| Не для людей, тієї слави…           | 309                    | 24                     | 20                     | 16                     | —                         | 55 |
| Коло гаю, в чистім полі…            | 311                    | 25                     | 20                     | 16                     | —                         | 56 |
| Якби мені черевики…                 | 314                    | 26                     | 20                     | 16                     | —                         | 57 |
| І багата я…                         | 315                    | 27                     | 20                     | 16                     | —                         | 58 |
| Полюбилася я…                       | 316                    | 28                     | 20                     | 16                     | —                         | 59 |
| Породила мене мати…                 | 317                    | 29                     | 20                     | 16                     | —                         | 60 |
| Ой я свого чоловіка…                | 319                    | 30                     | 21                     | 17                     | —                         | —  |
| Ой виострю товариша…                | 321                    | 31                     | 21                     | 17                     | —                         | —  |
| По улиці вітер віє…                 | 322                    | 32                     | 21                     | 17                     | —                         | 61 |
| Ой сяду я під хатою…                | 323                    | 33                     | 21                     | 17                     | —                         | 62 |
| Закувала зозуленька…                | 324                    | 34                     | 21                     | 17                     | —                         | 63 |
| Швачка                              | 325                    | 35                     | 21                     | 17                     | Швачка                    | 73 |
| Ой не п'ються пива-меди…            | 327                    | 36                     | 21                     | 17                     | —                         | —  |
| На улиці невесело…                  | 329                    | 37                     | 21                     | 17                     | —                         | —  |
| У тієї Катерини…                    | 330                    | 38                     | 21                     | 17                     | —                         | —  |
| —                                   | 334                    | —                      | 21                     | 17                     | чиста стор.               | —  |
| Із-за гаю сонце сходить…            | 335                    | 39                     | 22                     | 18                     | —                         | 64 |
| Ой пішла я у яр за водою…           | 336                    | 40                     | 22                     | 18                     | —                         | —  |
| Не так тії вороги…                  | 337                    | 41                     | 22                     | 18                     | —                         | —  |
| Ой люлі, люлі, моя дитино…          | 338                    | 42                     | 22                     | 18                     | —                         | 65 |
| Ой чого ти почорніло…               | 339                    | 43                     | 22                     | 18                     | —                         | 74 |
| Туман, туман долиною…               | 340                    | 44                     | 22                     | 18                     | —                         | 66 |
| У неділеньку у святую…              | 341                    | 45                     | 22                     | 18                     | —                         | —  |
| У перетику ходила…                  | 345                    | 46                     | 22                     | 18                     | —                         | —  |
| У неділеньку та ранесенько…         | 347                    | 47                     | 22                     | 18                     | —                         | —  |
| Не тополю високую…                  | 349                    | 48                     | 22                     | 18                     | —                         | —  |
| Утоптала стежечку…                  | 350                    | 49                     | 22                     | 18                     | —                         | 70 |
| І широкую долину…                   | 351                    | 50                     | 23                     | 19                     | —                         | 67 |
| Навгороді коло броду…               | 352                    | 51                     | 23                     | 19                     | —                         | 68 |
| Якби мені, мамо, намисто…           | 353                    | 52                     | 23                     | 19                     | —                         | 69 |
| Не хочу я женитися…                 | 354                    | 53                     | 23                     | 19                     | —                         | —  |
| Чума…                               | 356                    | 54                     | 23                     | 19                     | —                         | —  |
| І знов мені не привезла…            | 358                    | 55                     | 23                     | 19                     | —                         | —  |
| В неволі, в самоті немає…           | 359                    | 56                     | 23                     | 19                     | —                         | 78 |
| Ой умер старий батько…              | 360                    | 57                     | 23                     | 19                     | —                         | 72 |
| Не вернувся із походу…              | 365                    | 58                     | 23                     | 19                     | —                         | 71 |
| —                                   | 366                    | —                      | 23                     | 19                     | чиста стор.               | —  |
| 1850                                | 367                    | —                      | 24                     | 25                     | —                         | 75 |
| Лічу в неволі дні і ночі…           | 369                    | —                      | 24                     | 25                     | 1-ша редакція             | 75 |
| Ми заспівали, розійшлись…           | 374                    | 2                      | 24                     | 25                     | «1850»                    | —  |
| Не молилася за мене…                | 375                    | 3                      | 24                     | 25                     | —                         | 76 |
| Петрусь                             | 378                    | 4                      | 24                     | 25                     | —                         | 77 |
| Мені здається, я не знаю…           | 388                    | 5                      | 25                     | 26                     | —                         | —  |
| Якби ви знали, паничі…              | 391                    | 6                      | 25                     | 26                     | —                         | —  |
| Буває, в неволі іноді згадаю…       | 395                    | 7                      | 25                     | 26                     | продовження на с. 191     | —  |
| Титарівна. Унеділю на селі…         | 399                    | 12                     | 26                     | 13                     | початок на с. 431         | —  |
| Ну що б, здавалося, слова…          | 410                    | 13                     | 26                     | 13                     | —                         | —  |
| —                                   | 414                    | —                      | 26                     | 13                     | 413-414 чисті стор.       | —  |
| У Вільні, городі преславнім…        | 415                    | 59                     | 27                     | 20                     | —                         | —  |
| Заступила чорна хмара…              | 420                    | 60                     | 27                     | 20                     | —                         | —  |
| Ой хоч буду віять… / ру дуду…       | 425                    | —                      | 27                     | 20                     | фольклорний запис         | —  |
| —                                   | 430                    | —                      | 27                     | 20                     | 426-430 чисті стор.       | —  |
| Титарівна. Давно се діялось…        | 431                    | —                      | Дод. арк.              | Дод. арк.              | продовження на с. 399     | —  |
| —                                   | 432                    | —                      | Дод. арк.              | Дод. арк.              | чиста стор.               | —  |
| Поезія 1847—1850 років              | Поезія 1847—1850 років | Поезія 1847—1850 років | Поезія 1847—1850 років | Поезія 1847—1850 років | Поезія 1847—1850 років    | БК |

## Опис рукопису

«Мала книжка». Фототипічне видання 1963 року.

Загальна назва у рукописів відсутня, їхні сторінки мають розміри: 6 × 9,7 см. Кожна «книжечка» вміщає поезії, написані за рік. Титульна сторінка кожної з них позначена роком: «1847», «1848», «1849», «1850». «Книжечки» відкривається елегією, у якій підсумовується пережите поетом за певний рік: «Думи мої...», «А нумо знову віршувать...», «Неначе степом чумаки...», «Лічу в неволі дні і ночі…». Більшість поезій торкалися теми України, не лише сучасної, але й часів козаччини та гайдамаччини. Багато у поезіях оповідалося й про заслання Шевченка і його поневіряння в неволі, казахські степи та російську експансію на казахські землі, свідком якої поет був, про зимівлю на острові Косарал й Аральське море (Арал Тенгизи), першим художником якого він став (Аральська описова експедиція). Таким чином, географічно поезії Шевченка простягалися від українського Берестечка до форту Карабутак у Казахстані.
Кожен зошит рукопису складається з невеликих зошитів in octavo по 8 аркушів кожний (аркуш паперу складено втроє — 16 сторінок). Через те що на засланні Шевченку доводилося ховати зошити за халявою, він називав їх «захалявною книжечкою». У багатьох публікаціях помилково «захалявними книжечками» вважається «Мала книжка» в її теперішньому вигляді. Перша «книжечка», з датою «1847» — складається з 10 зошитів (стор. 1—158); друга, «1848» — з 4 зошитів (стор. 159—222); третя, «1849» — з 9 зошитів (стор. 223— 366); четверта, «1850» — з 4-х (стор. 367—431). Загалом нараховується 27 зошитів (432 сторінки). Папір рукописів білий, пожовтілий, краї з золотим обрізом.
Потім рукописи було оправлено в чорну шкіряну оправу з тисненою подвійною рамкою і чотирма малими подвійними рамками на корінці. Внизу, в останній рамці тиснені золотом букви
«М. Л.» (Михайло Лазаревський). При оправі книжки були присутні помилки: деякі частини поезій й цілі поезії підшиті не на своєму місці і навіть в інших «книжечках». Оправа від книжки відірвана.
Як збірка рукописи не публікувалися. З 1867 року тексти рукописів використовують для видань «Кобзаря». За «Малою книжкою» подають основні тексти 42 поезій у Повних зібраннях творів.
У жодному з опублікованих описів Оренбурзької книжки останній аркуш (с. 131-132), який не належить до жодного з 27 зошитів, не описаний.

#### Опис Доманицького
1906 року, готуючи перше повне (на той час) видання поезій Шевченка в Російській імперії, Василь Доманицький, дослідивши Оренбурзький манускрипт поета («Малу книжку»), зробив такі висновки:
1. Перша «книжечка» — 1847 рік (с. 1-158) складається з десяти зшитків (зошитів 1-10), і з ними не сталося ніякої плутанини.
2. Друга «книжечка» — 1848 рік (с. 159-222) складається з чотирьох зшитків (зошитів 11-14). Зошити 11, 12 (с. 159-190) — з 1848 роком. Зошит 13 (с. 191-206) — з 1850 роком, зошит 14 (с. 207-222) — з 1849 роком. За словами Доманицького: «І тут між иншим виявляється, що вірш „Буває в неволі иногді згадаю…“[40] починається на стр. 395–398, а кінець його ото і єсть „Не знаю, як тепер ляхи живуть…“ на стр. 191 і дальших. Варто тілько прочитати ці два вірші під ряд, і кожен упевниться, що правда на моєму боці».
3. Третя «книжечка» — 1849 рік (с. 159-122) складається з дев'яти зшитків (зошитів 15-23). Три зошити 15-17 (с. 223-270) — з 1849 роком. Наступні шість зошитів 18-23 (с. 271-366) — з 1848 роком.
4. Четверта «книжечка» — 1850 рік (с. 159-122) складається з чотирьох зшитків (зошитів 24-27). Зошити 24, 25 (с. 367-398) — з 1850 роком. Зошити 26, 27 (с. 399-430) — з 1848 роком.

Таким чином рік 1849 має 19 віршів, а рік 1850 має 13.
| 1848 № зошита | сторінки | 1849 № зошита | сторінки | 1850 № зошита | сторінки |
| 11            | 159–174  | 15            | 223–238  | 24            | 367–382  |
| 12            | 175–190  | 16            | 239–254  | 25            | 383–398  |
| 13            | 191–206  | 17            | 255–270  | 26            | 399–414  |
| 14            | 207–222  | 18            | 271–286  | 27            | 415–430  |
| —             | —        | 19            | 287–302  | —             | —        |
| —             | —        | 20            | 303–318  | —             | —        |
| —             | —        | 21            | 319–334  | —             | —        |
| —             | —        | 22            | 335–350  | —             | —        |
| —             | —        | 23            | 351–366  | —             | —        |

| 1848 № зошита | сторінки | 1849 № зошита | сторінки | 1850 № зошита | сторінки |
| 11            | 159–174  | 15            | 223–238  | 24            | 367–382  |
| 12            | 175–190  | 16            | 239–254  | 25            | 383–398  |
| 26            | 399–414  | 17            | 255–270  | 13            | 191–206  |
| 18            | 271–286  | 14            | 207–222  | —             | —        |
| 19            | 287–302  | —             | —        | —             | —        |
| 20            | 303–318  | —             | —        | —             | —        |
| 21            | 319–334  | —             | —        | —             | —        |
| 22            | 335–350  | —             | —        | —             | —        |
| 23            | 351–366  | —             | —        | —             | —        |
| 27            | 415–430  | —             | —        | —             | —        |

У 1907—1908 роках було здійснено два видання «Кобзаря», у якому Шевченкова поезія 1848—1850 років подається згідно з встановленою Василем Доманицьким хронологією. У виданні відсутній поділ на розділи за роками. У ньому вперше відокремлено цикл «В казематі» і три поезії «другого Кобзаря» (умовна назва) від книги «Поезія 1847 р.» — ці твори подано перед поезією «Думи мої… ви мої єдині…». Поділ Шевченкової книги 1847 року суперечить першому висновку Доманицького про те, що з нею «не сталося ніякої плутанини». Але найбільше він суперечить прагненню Шевченка зберегти цю «книжечку» у всій повноті, як це видно з її остаточної редакції 1858 року (Більша книжка).

## Галерея
| - Рукописна книга «1847» - Рукописна книга «1848» - Рукописна книга «1849» - Рукописна книга «1850» |

#### Тексти рукописних книг
- 1847. Рукописна книга. Тексти
- 1848. Рукописна книга. Тексти
- 1849. Рукописна книга. Тексти
- 1850. Рукописна книга. Тексти

## Публікації
Вперше фототипним способом «Мала книжка» була видана 1963 року. Згодом були перевидання 1966 та 1984 років.